# Adolar Erich
Adolar Erich (* 1559 oder 1561; † 1634 in Thüringen) war ein deutscher Kartograf, Pfarrer und Regionalforscher. Er verfasste um 1635 die erste maßhältige Übersichtskarte von Thüringen, die tyringische Mapp oder Landtafel (ca. 1:700.000), die wegen ihrer Genauigkeit bis ins 18. Jahrhundert benützt und vervielfältigt wurde.
Erich dürfte um 1582 an der Universität Heidelberg für evangelische Theologie immatrikuliert haben, belegte aber auch naturwissenschaftliche Lehrveranstaltungen. Danach war er als Lehrer im Rheinland tätig und wurde später nacheinander Pfarrer im thüringischen Andisleben, Großmonra und zuletzt Bachra. Hier befasste er sich intensiv mit Regionalforschung, Geografie und Kartografie und stellte die genannte Landtafel her.
Von seinen weiteren Werken ist im Druck nur die Gülichische Chronik erschienen. Sie ist die erste umfassende Landeskunde der Region und enthält auch Kartenskizzen des Rheingebietes sowie u. a. eine Schilderung des früheren Wütens der „Nordtmänner“ (Wikinger) anno 884 bei Duisburg.
Ein von Adolar Erich erstelltes Manuskript Chronicon Thüringiacum in 25 Bänden wurde durch Kriegsereignisse größtenteils zerstört; sein Sohn Samuel Erich (* um 1620; † 1682) konnte nur Bruchstücke davon retten und in Auszügen veröffentlichen.

## Werke
- Gülichische Chronic: Darinnen der Uhralten Hochlöblichenn Grafenn Marggrafenn unnd Hertzogen von der Marck, Gülich, Cleve, Bergen etc. Ankunfft, Genealogi, Stamm und Geschlechtregister … ördentlich beschrieben, und biß in das 1610. Jahr continuirt werden. Mit sampt beygefügter Geographischer LandesChart der Fürstenthümer Gülich &c. Jakob Apel / Thomas Schürer, Leipzig 1611 (Google-Books)